# Knotten

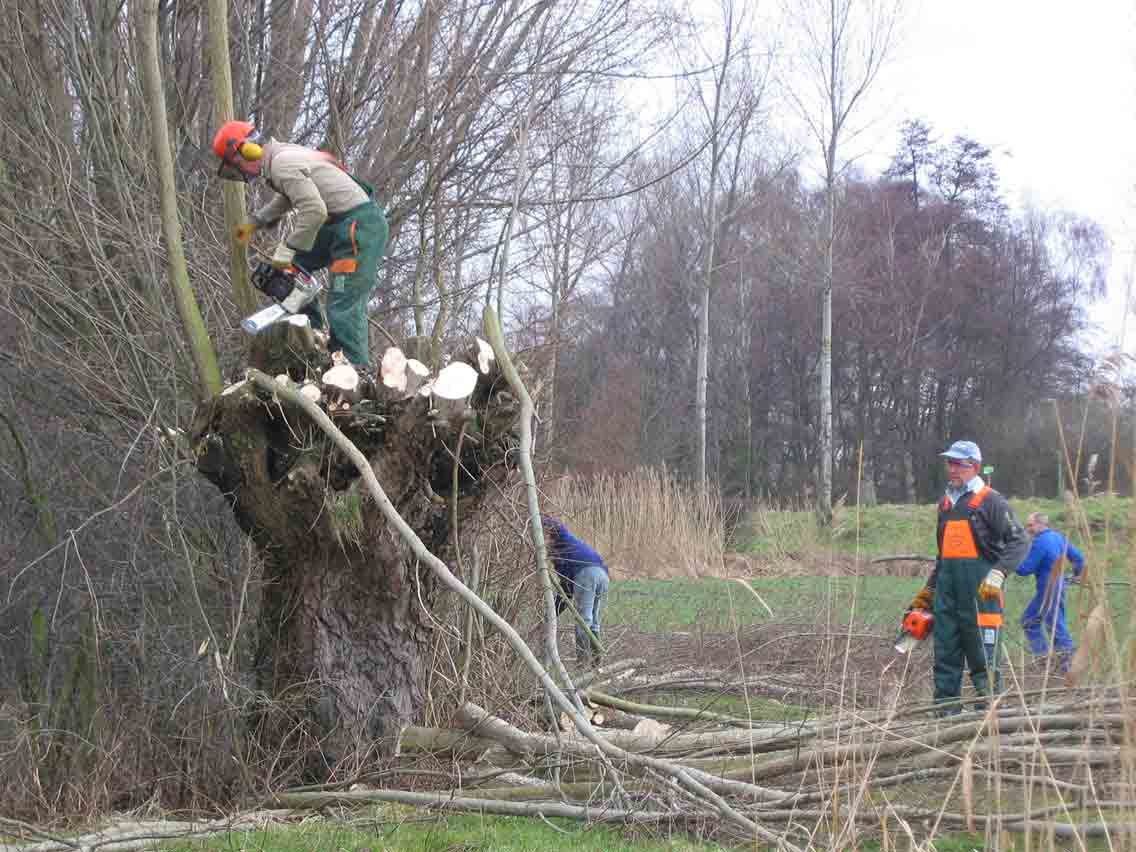
Vrijwilligers van Natuurpunt knotten knotwilgen op de oever van het Sint-Jakobsgat

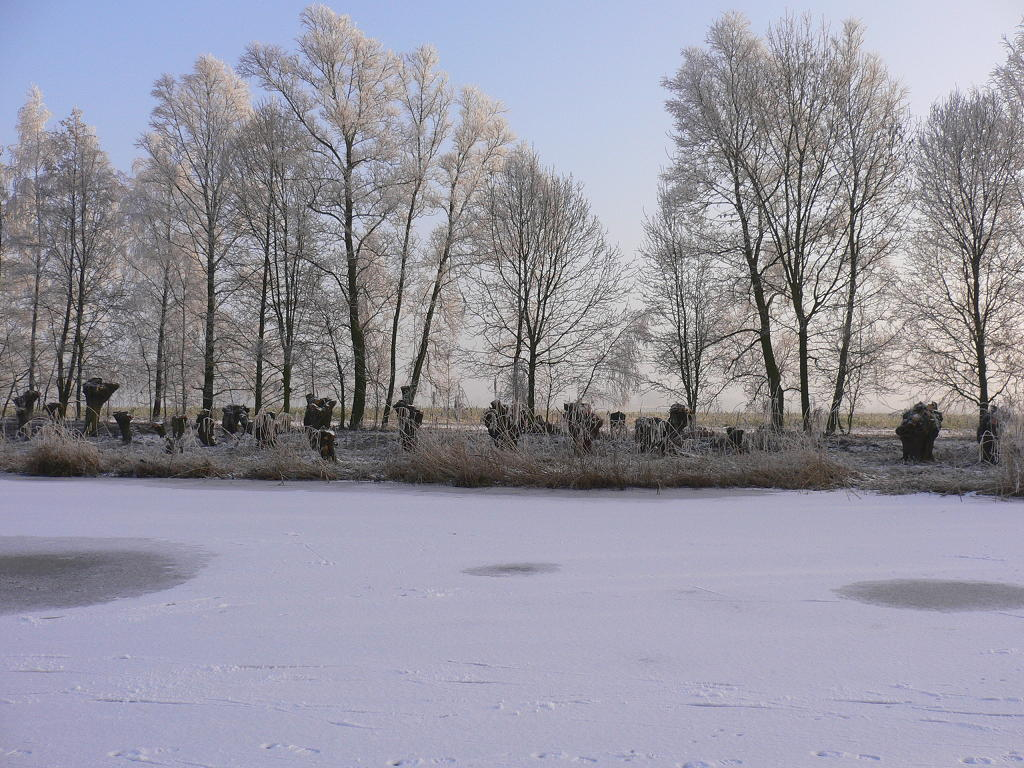
Dezelfde geknotte wilgen gezien van het ijs (winter 2008 - 2009)

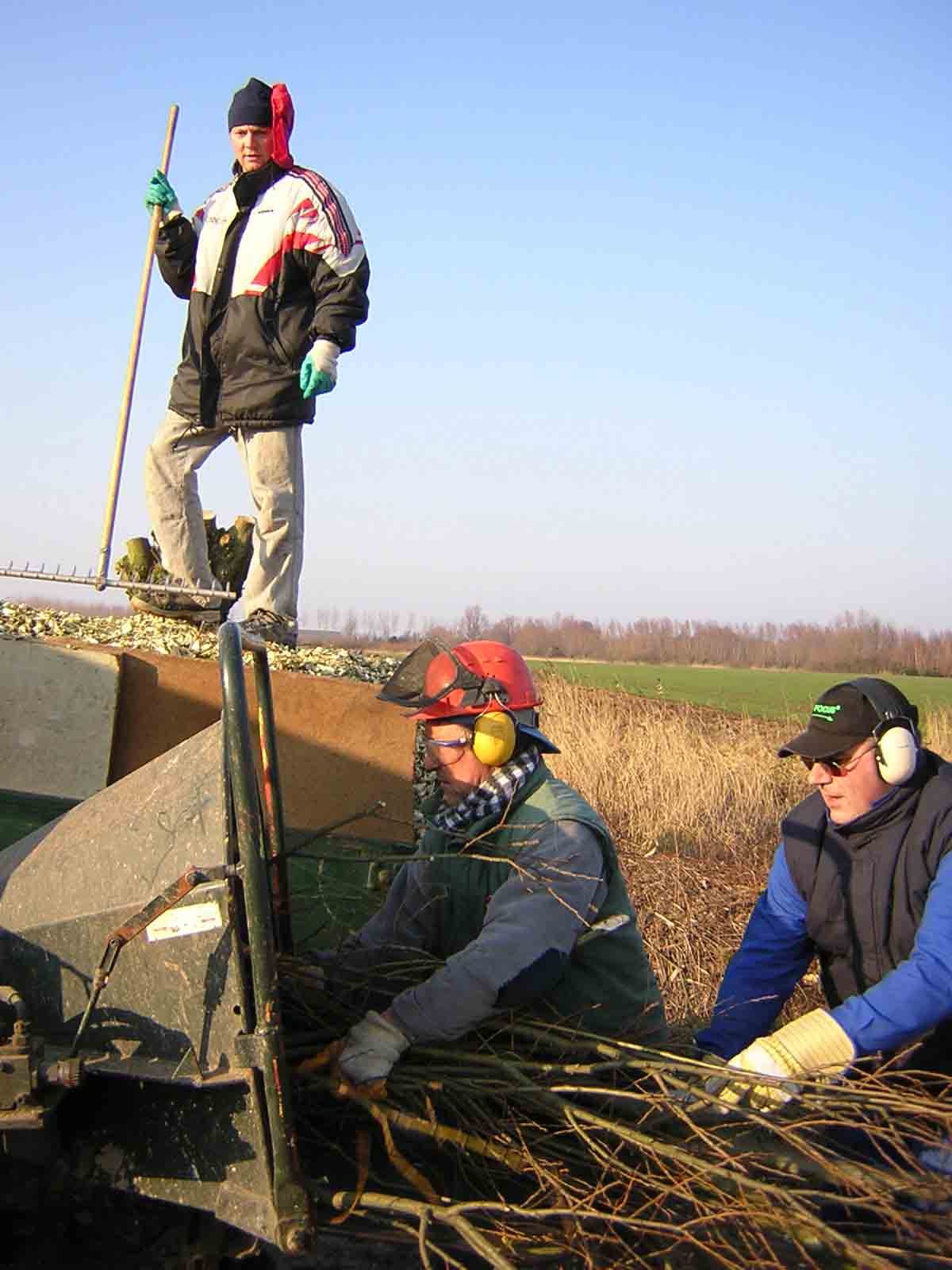
Vrijwilligers van Natuurpunt hakselen de kleinere wilgentakken tot houtsnippers

Knotten is het verwijderen van de kruin van een boom. Knotbomen zijn al eeuwenlang een vertrouwd beeld in het cultuurlandschap. Bepaalde soorten bomen werden vroeger geknot om gebruikshout te leveren. Omdat deze wijze van houtproductie niet rendabel meer was dreigden de karakteristieke knotbomen uit het landschap te verdwijnen. Knotten gebeurt daarom tegenwoordig door organisaties op het gebied van natuurbehoud en lokale overheden, dikwijls met hulp van vrijwilligers. Knotbomen staan vaak in rijen of hagen.

## Geschiedenis
Het knotten van bomen werd al in de prehistorie gedaan. Archeologen stelden vast dat bijvoorbeeld ten tijde van de Swifterbantcultuur (rond 4050-3450 v. Chr.) bomen op deze wijze werden gebruikt. Waarschijnlijk fungeerden de takken als veevoer, als materiaal voor het maken van touw en bijenkorven en mogelijk ook voor andere doeleinden. Het was toen al met name de wilg die geknot werd.
Ten tijde van de bloeiende volksdevotie werden in katholieke streken geknotte bomen aan landwegen gebruikt om kruisbeelden of mariabeelden aan te bevestigen. Ook werden kapelletjes geaccentueerd door geknotte bomen.

## Het knotten
Hoewel met enige voorzichtigheid vrijwel alle bomen geknot kunnen worden is met de wilg het eenvoudigst resultaat te bereiken. Vroeger werden behalve de wilg vooral populier, eik, es en els geknot. Andere soorten zijn minder geschikt als knotboom. Jonge leilinden worden deels geknot waarna een aantal hoofdtakken horizontaal wordt geleid en jaarlijks 'geschoren'.
Knotbomen worden eens in de paar jaar in het winterseizoen van hun kruin ontdaan, waarna deze in het erop volgende jaar weer uitloopt. Is men eenmaal begonnen een boom te knotten dan moet dat worden voortgezet. Als het knotten niet tijdig gebeurt groeit de kruin op de knot sterk uit. De takken worden dan zo zwaar dat de boom kan inscheuren of zelfs omvallen. Bij een onderhoudsbeurt worden de takken zo glad mogelijk afgezaagd. In natuurgebieden of langs wegen worden de knotbomen, wanneer ze iets ouder zijn, doorgaans om de vijf tot zeven jaar volledig geknot. Tussendoor volgt na enkele jaren een snoeibeurt, waarbij een aantal takken blijven behouden, vervolgens wordt de boom enkele jaren met rust gelaten. Jongere bomen zullen  regelmatiger gesnoeid dienen te worden.

## Toepassing
Aan sloot- en grachtenkanten vormen knotbomen een versteviging van de oevers. Ze staan dan ook vooral aan de randen van waterlopen, kreken en geulen. Bij guur weer vormen ze in open weilanden een beschutting voor het vee tegen wind en regen.
Knothout vond eeuwenlang toepassing bij het maken van afscheidingen, beschoeiingen en zinkstukken. De klompenmaker gebruikte de zwaardere stammen, van stevige takken werden gereedschapstelen gemaakt terwijl de mandenvlechter en de bezemmaker juist behoefte hadden aan de dunne twijgen. Verder werd het geknotte hout ook als brandstof gebruikt.

## Natuurwaarde

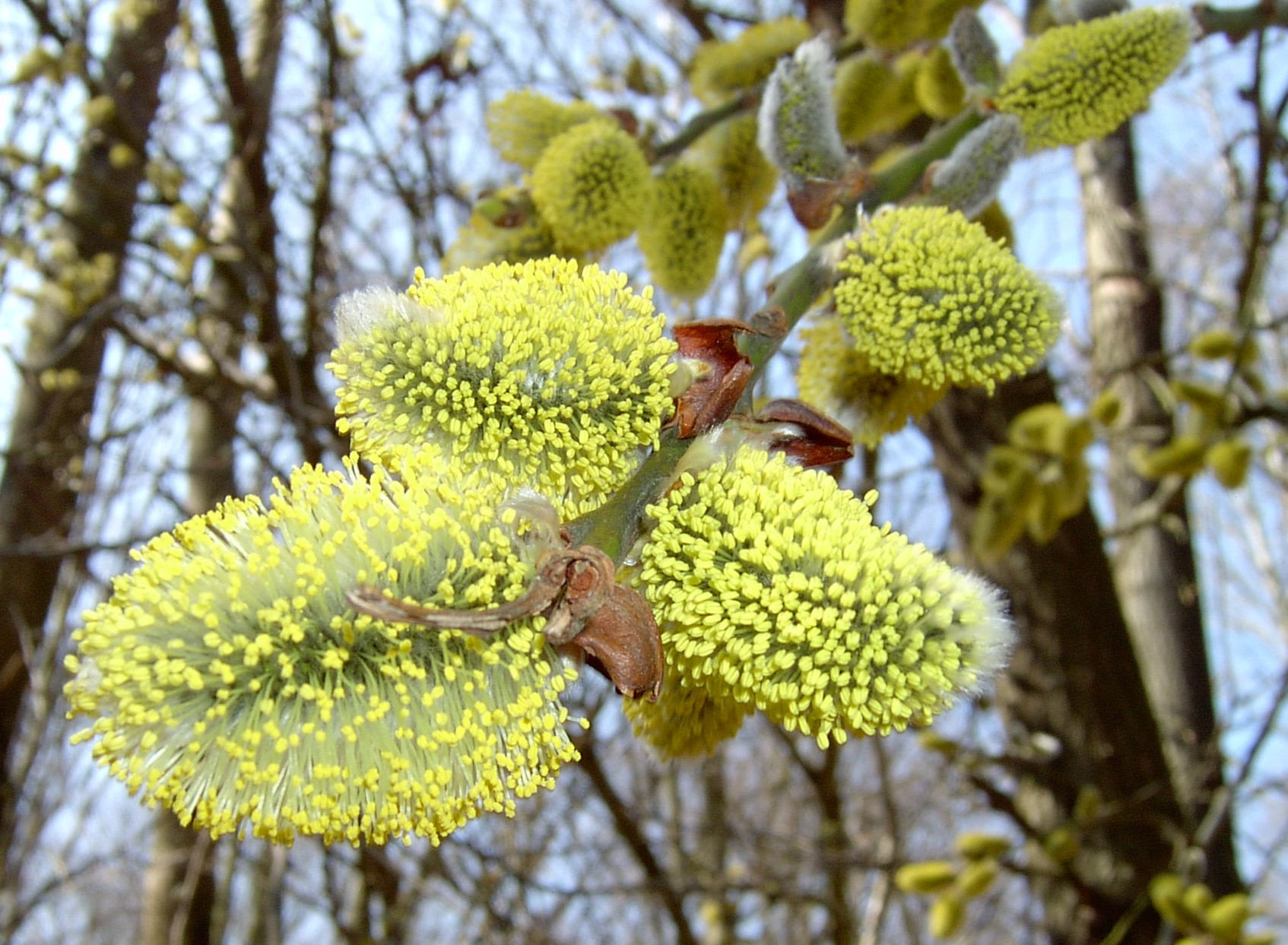
Katjes van de boswilg

Vooral oudere knotbomen herbergen allerlei planten en dieren. Menig steenuiltje vindt in een knotwilg zijn nestplaats. Ook andere vogels nestelen er. Kleine knaagdieren en een groot aantal insecten wonen in knotbomen. Vlier, lijsterbes, braam, fluitenkruid, grassen, varens, mossen, paddenstoelen vinden een goede humusrijke voedingsbodem in vermolmde delen van oudere knotbomen.
De wilg is een van de eerste inheemse lentebloeiers. In het voorjaar zijn de bloemen, de wilgenkatjes, erg belangrijk voor de bijen.

## Veevoer
Buiten Nederland en Vlaanderen worden ook bomen geknot. Vaak worden de gesnoeide tenen  tevens als veevoer gebruikt. In Zweden werden vroeger bijvoorbeeld jonge scheuten van lindes met blad en al bewaard als wintervoer voor het vee. Ook in Engeland kwam dit gebruik voor in sommige streken.